# Чужие деньги (фильм, 1991)
«Чужие деньги» — кинофильм.

## Сюжет
Лоуренс Гарфилд, основным занятием которого является рейдерство, в качестве очередной своей жертвы выбирает компанию, возглавляемую старомодным Эндрю Йоргенсоном. Не желая сдаваться без боя, 80-летний старик обращается за помощью к Кейт Салливан, дочери своей жены и адвокату по профессии. Ловкая и привлекательная Кейт с готовностью приступает к делу, а Лоуренс, влюбившись в свою соперницу во время её визита к нему в офис, должен выбирать — деньги или любовь.

## В ролях
- Дэнни Де Вито — Лоуренс Гарфилд
- Грегори Пек — Эндрю Йоргенсон
- Пенелопа Энн Миллер — Кейт Салливан
- Пайпер Лори — Би Салливан
- Дин Джонс — Билл Коулз